# Koza wielka (ryba)
Koza wielka, kózka wielka, koza największa, koza bałkańska (Cobitis elongata) – gatunek ryby karpiokształtnej z rodziny piskorzowatych (Cobitidae).

## Występowanie
Dorzecze Dunaju w Serbii, północno–zachodniej Rumunii i północnej Bułgarii.

## Opis
Osiąga 17 cm długości.